# Hawaii-Bombay
«Hawaii-Bombay» es una canción del grupo español de música tecno-pop Mecano y fue el cuarto y último sencillo extraído del álbum Ya viene el Sol. Es la primera canción que José María Cano como autor, logra que la discográfica C.B.S. acepte lanzar como sencillo a promocionar ya que hasta ese momento todas las canciones que se habían publicado como sencillos eran de la autoría de Ignacio Cano.

## Antecedentes
En un principio, José María propuso a los ejecutivos de CBS el lanzar como Sencillo promocional al tema de "Aire", como próximo sencillo después del sencillo inicial de "Japón"; José, sabía de antemano (ya que fue él quien compuso la canción) que este tema era bastante bueno como para ser un buen sencillo y solo era caso de convencer a los ejecutivos de la discográfica para que dieran el visto bueno a su propuesta. Propuesta que a fin de cuentas fue rechazada de plano y el sencillo que sustituyó al de "Japón" fue precisamente el de "Busco algo barato", tema compuesto por Nacho Cano y como Lado B del mismo, la propuesta de José María: "Aire".
José al final tuvo que conformase con que su canción quedara relegada a solo ser un simple Lado B; más adelante, ya avanzada la promoción del álbum, José María vuelve de nuevo a proponer otra de sus canciones a los ejecutivos de CBS, corriendo esta vez con más suerte obteniendo el "sí" que tanto deseaba escuchar. De esta manera, "Hawaii-Bombay" se convirtió en la primera canción de José María Cano que se llega a publicar como Sencillo del álbum de "Ya viene el Sol". A pesar de que este álbum de Mecano es el de menor venta de su primera etapa discográfica, el Sencillo en cuestión sí se vendió muy bien, a la par que a nivel de promoción en la radio si hizo sonar con mucha insistencia. Esta canción, en su momento, fue catalogada como "la canción del verano".

## Estructura de la canción
El tema en cuestión es una tecno-balada con una melodía musical y una letra sumamente pegajosa y fácil de digerir... La canción en sí, tiene una base hecha en bajo que casi es imperceptible al oído no entrenado, pero que es fundamental para así, ir montando o agregando sobre ella las líneas melódicas de las guitarras eléctricas y los teclados que con un sonido en primer plano, intentan sugerir sonoramente todo un ambiente hawaiano. La canción además tiene un agregado de sonidos naturales a medida que va transcurriendo el tema, como por ejemplo, trinos o cantos de pájaros y oleaje de la playa, tanto en el intro como en la coda de la canción... Y específicamente en los estribillos se aprecia un claro sonido de efecto especial como de agua burbujeante.
Esta balada tiene la estructura de una canción pop estándar. La canción comienza en fade-in con un breve efecto sonoro de ruido de agua y cantos de pájaros (desde el minuto 00:00 al minuto 00:08) seguido a esto, sin pausa, entran los teclados con la melodía básica simulando el ambiente Hawaiano (en 00:09); a la altura de 00:28 entra Ana con la frase inicial de "Hawaii-Bombay, son dos paraísos...", la cual es cantada, si se quiere, con un ritmo lento y parsimonioso. Se aprecia que su timbre de voz, agudo por naturaleza, no es tan estridente y "chillón" como en otras canciones de álbumes anteriores; se nota que hay una evolución en la manera de cantar ya que tiene un "buen color de voz" tanto en los tonos medios como en los graves que su voz es capaz de dar. Estribillo al minuto 1:06 con apoyo de voces de acompañamiento en segundo plano (hechos en la voz de la misma Ana Torroja) más agudas inclusive que la voz principal, pero con un volumen mucho más bajo para no restarle protagonismo a la voz que está en primer plano. Luego del estribillo, guitarras y efectos sonoros de agua y entramos de lleno en lo que sería la segunda parte de la canción que repite el mismo esquema anterior... Voces de acompañamiento en los últimos versos de cada estrofa (en los minutos 1:40 y luego, 1:59). Puente musical en 2:33, repitiendo la estructura melódica de las guitarras Hawaianas que encontramos en la introducción, al inicio del tema. Finalmente el último estribillo en ser cantado al minuto 2:53, para pasar luego a lo que sería la coda de la canción que, básicamente, se desarrolla en repeticiones sucesivas que viene cantadas en pares (dos y dos) de la frase "Hawaii-Bombay" (desde minuto 3:16 hasta el minuto 3:41) pero un leve cambio de entonación en la voz la cantar dicha frase por segunda vez del siguiente modo: "Haway-Bombay... Hawaii-BOMBAY"..., la coda se va desvaneciendo en un efecto de fade-out al mismo tiempo que en paralelo se escuchan los sonidos de ambientación de pájaros y del oleaje hasta que el tema finaliza por completo.
La letra en sí habla acerca de un chico que en su apartamento se imagina disfrutando de una estadía en Hawái, lo mismo que en la ciudad de Bombay y todo ello acto de ensoñación por parte de él, ocurre mientras se encuentra dentro del cuarto de baño haciéndose la pregunta de cuándo podrá viajar a ambos lugares.

## Formatos y versiones
Esta canción fue publicada tanto en formato de sencillo de vinilo (7") como también en maxi sencillo (12") (es del mismo tamaño de un álbum: 30 cm. de diámetro); en el maxisencillo se incluyó la versión extendida o maxi de esta misma canción. Aunque no se ha llegado a comprobar su existencia, la página web de Ana Torroja hace referencia a una versión grabada en inglés del tema y regalada a miembros de la CBS en 1984.
Curiosamente, de este sencillo se llegaron a filmar varios videoclips de los cuales solo el vídeo donde aparecen las motos fue el que se publicó finalmente de manera oficial.
En el videoclip promocional de este sencillo, el cual se publicó de manera oficial comienza con una introducción hablada muy curiosa y algo surrealista: "Hawaii, domingo 42 de diciembre de 321 de la Era Walter. Aprovechando el principio del verano, invité a Sally a pasar un fin de semana en las playas de Bombay; pero algunos acontecimientos imprevistos nos obligaron a cambiar nuestros planes..."
Al final del videoclip se da un mensaje de prevención en accidentes viales: "Cuando veas un accidentado en moto, nunca le quites el casco". 
Actualmente, se pueden encontrar otros tres vídeos carentes de grandes producciones. 
En el primero de ellos, Ana aparece bailando con una tenida hawaiana mientras José María e Ignacio tocan el bajo y las maracas, respectivamente. 
El segundo videoclip es el que parece ajustarse más a la letra de la canción. En él se puede ver a Ana al interior de un piso y con los objetos que nombra en la canción (flexo, ventilador, etc.) mientras José e Ignacio aparecen en la televisión frente a la que está Ana.

El tercer videoclip es el más peculiar de todos, ya que no es muy conocido, por lo menos en España; en él, aparece Ana dentro de una habitación al estilo hindú custodiada por unos harems para evitar la llegada de José y Nacho, mientras que diversas señoritas se divierten con la espuma de una bañera, el vídeo llega a tener un aspecto erótico. Dicho vídeoclip se grabó dentro del segundo especial para México titulado como Video Mecano, producido por Televisa y solo fue emitido en 1985 y en 1993, aunque hay registros de haberse emitido nuevamente en 2021.

## La portada
La carátula de este sencillo es una fotografía alusiva al tema del verano, tiene una vista cenital, es decir, fue tomada desde arriba hacia abajo y en ella aparecen los tres componentes de Mecano tumbados en el suelo, vestidos con ropas ligeras. De fondo, y simulando el suelo sobre el cual están acostados los tres, hay un dibujo en colores estilo caricatura de un ambiente playero atestado de gente (este fondo es un montaje fotográfico; fue agregado después del momento en que se tomó la foto). En la parte superior-central de la portada hay un pequeño recuadro en color de fondo amarillo, en donde aparece (todo escrito en mayúsculas y en un tipo de fuente tipográfica estrecha y alta) el nombre del grupo y abajo, el título de la canción, pero dispuestos los tres, una palabra en cada renglón, abarcando las tres palabras todo el recuadro con "alineación justificada en el texto".

## Listado de canciones

### Lado A
- «Hawaii-Bombay» (versión álbum) (4:10) (J. M. Cano)

### Lado B
- «El mapa de tu corazón» (2:23) (I. Cano).

### Sencillo-PROMO PICTURE-DISC (7")
Incluye una sola canción.

### Lado único
- «Hawaii-Bombay» (versión del Sencillo censurada) (4:10) (J. M. Cano)
- Hawaii Bombay Chilean Promotional Pressing

La portada de este Sencillo-PROMO PICTURE DISC es totalmente de color negro, sin título del sencillo y en la cara frontal del estuche o carpeta de cartón en cuyo interior viene el disco de acetato, trae un agujero a manera de ventana-circular para poder ver la galleta del disco que está en su interior. En la galleta (etiqueta circular del disco de vinilo) hay un dibujo alusivo a la canción: Una playa, palmeras, un par de maracas con una guitarra y la Luna reflejándose en el mar.
El término Picture Disc es –por decirlo así– una frase adjetiva que por lo general sirve para describir o designar a un disco de vinilo que no es de color negro sino que lleva la reproducción de una foto, dibujo o motivo: la foto en sí, está ubicada en la capa central que conforma el acetato (vinilo) y, las dos caras del disco (Cara A y Cara B) vienen hechas en un acetato de color transparante, para dejar ver la foto que se encuentra en la capa central... Esto es, a grandes rasgos, lo que se entiende por un picture-disc. Este mismo término se ha utilizado en este artículo de modo excepcional para los discos de vinilo de color negro, en cuya galleta viene impreso algún dibujo o foto alusiva, como es el caso de este disco de Mecano.
Este disco con la etiqueta promocional del dibujo de la palmera y la playa es únicamente para la edición de Chile. Su publicación es solo a nivel promocional (no se publicó la edición-comercial para el público) y cuenta con una sola canción. Esta versión es muy similar a la versión del álbum, con la única diferencia que tiene algunos cambios en la letra de la canción; se grabó e interpretó una sola vez en un programa del Canal 13 de la televisión chilena. Esta versión censurada también fue incluida posteriormente en un álbum recopilatorio de CBS para Argentina, el cual contaba con canciones de otros artistas además del Hawaii-Bombay censurado de Mecano.

### Maxisencillo de vinilo (12")
Publicado el 17 de junio de 1985). Incluye tres canciones, entre ellas la "versión maxi" de Hawaii-Bombay. La fotoportada es idéntica a la del sencillo comercial (7").

### Lado A
- «Hawaii-Bombay» (versión maxi) (4:30) (J. M. Cano)

### Lado B
- «Hawaii-Bombay» (versión álbum) (4:10) (J. M. Cano)
- «El mapa de tu corazón» (3:23) (I. Cano)

La "versión maxi" o extendida del tema Hawaii-Bombay fue mal llamada "versión remix" cuando se incluyó esta versión en el CD bonus de la caja recopilatoria: "Mecano: obras completas" ya que no se trata de una remezcla en el estricto sentido de la palabra, es decir no es una mezcla hecha por un DJ. Esta versión solo tiene un agregado de percusión (tambores) que no lo tiene la versión del álbum y, además de esto, el Puente Musical fue alargado unos cuantos segundos más, para así hacer que la canción fuera un poco más larga (20 segundos más larga que la versión incluida en el álbum).

## Versiones de otros artistas
- Mecano, versión interna para una convención de CBS London, cantada en inglés, 1984.
- José Cid, versión en portugués (en Estudio) re-titulada como "Hawaii", a secas, incluida en el álbum "De Par Em Par" (℗ 1991).
- Arthur Hanlon, versión en piano (instrumental), incluida en el álbum "Mecanomanía" (2006).
- Metrô, otra versión en portugués.
- Natalia Lafourcade, incluida en el disco "Tributo a Ana José Nacho (Mecano)".
- Onda Choc, versión llamada "A beira mar", incluida en su album "Férias Grandes" (1991)